# Gustaaf Van den Meersche

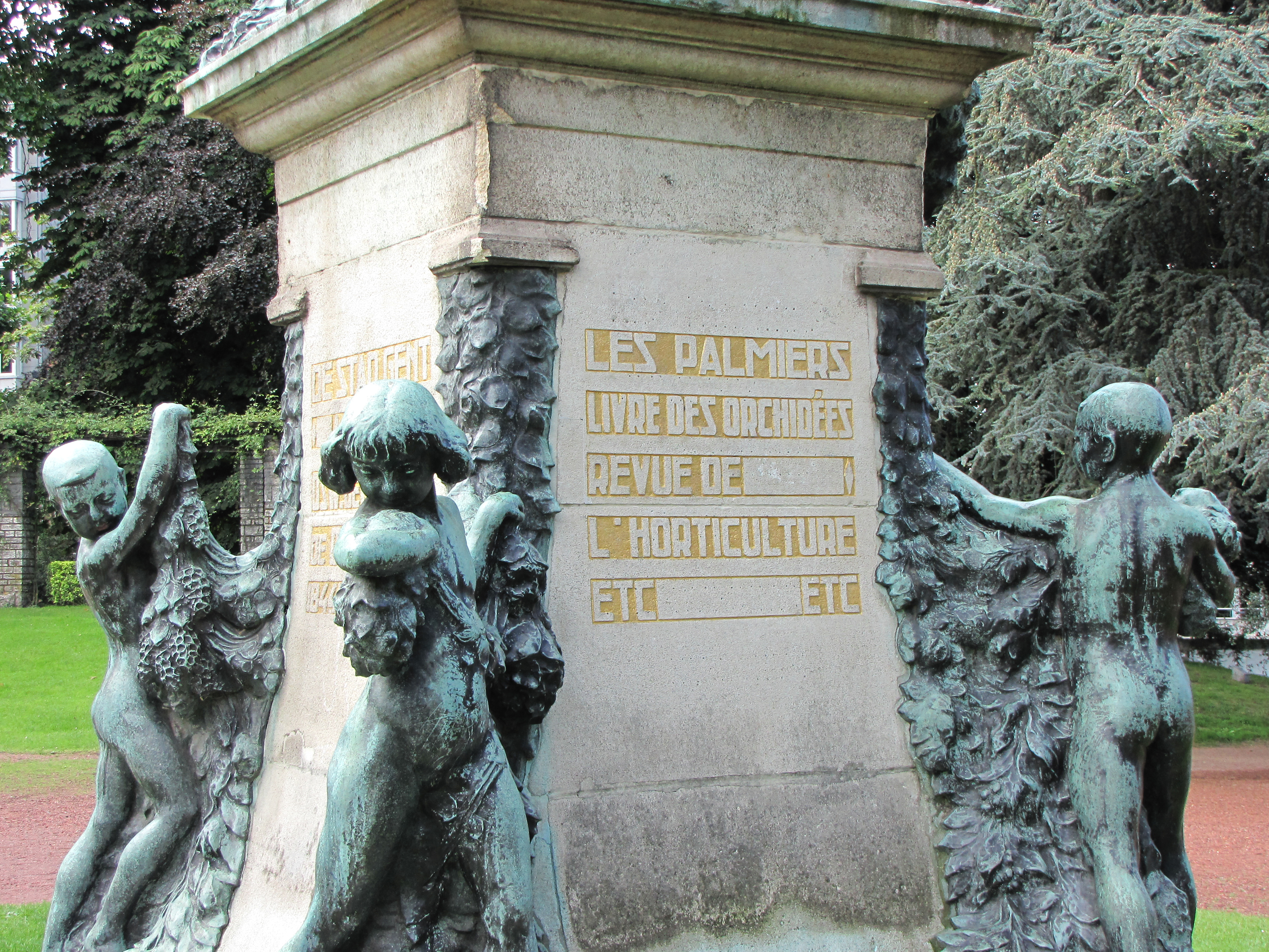
Detail van het monument voor Oswald de Kerchove de Denterghem (1923) in Gent

Gustavus Constant (Gustaaf) Van den Meersche (Gent, 21 maart 1891 – Gentbrugge, 1 november 1970) was een Belgisch beeldhouwer en medailleur.

## Leven en werk
Gustaaf of Gustave Van den Meersche was een zoon van de kunstsmid Constant Van den Meersche en Maria Zulma Gerardi. Hij werd opgeleid aan de Koninklijke Academie voor Schone Kunsten van Gent als leerling van Jean Delvin, Félix Metdepenninghen jr. en Jules Van Biesbroeck sr. Hij werkte enige tijd op het atelier van zijn neef Geo Verbanck, waar hij onder meer kinderfiguurtjes maakte voor diens monument ter ere van de gebroeders Van Eyck.
Van den Meersche maakte figuren, gedenkpenningen, medailles, monumenten, naakten, plaquettes, portretten en christelijk-religieuze kunst in brons, hout, ivoor, marmer, metaal en steen, met een voorkeur voor het vrouwenfiguur. Hij won vier jaar na  elkaar de Eerste Prijs van de Provinciale Kamer van Nijverheidskunsten te Gent (1910-1913). In 1913 behaalde hij de tweede plaats bij de Godecharleprijs.   Na de Eerste Wereldoorlog vestigde hij zich met een aantal andere kunstenaars in het Sint-Elisabethbegijnhof. In 1924 won hij voor zijn beeld Offerande de Paul De Vigneprijs. Hij trouwde in dat jaar met Victorina Maria Meysman. Van den Meersche werd in 1925 leraar beeldhouwen aan de Academie voor Beeldende Kunst in Aalst, hij was er van 1932 tot zijn pensioen in 1956 directeur en werd later benoemd tot ere-bestuurder. Hij werd onderscheiden op een internationale wedstrijd voor gedenkpenningen in Parijs (1935) en ontving een zilveren medaille op de wereldtentoonstelling van 1958 in Brussel. 
Gustaaf Van den Meersche overleed op 79-jarige leeftijd. In Gent werd een straat naar hem vernoemd.

## Enkele werken
- oorlogsgedenkteken Ter Platen, blauwe hardstenen plaat ter ere van de in de Eerste Wereldoorlog gesneuvelden van de wijk Ter Platen, Gustaaf Callierlaan, Gent. In samenwerking met steenhouwer Jan Mahu.
- oorlogsgedenkteken Lange Violettestraat, blauwe hardstenen plaat ter ere van de in de Eerste Wereldoorlog gesneuvelden, Gent. In samenwerking met steenhouwer Jan Mahu.
- 1923 monument voor Oswald de Kerchove de Denterghem in Gent. Het monument werd opgericht aan het Graaf van Vlaanderenplein ter vervanging van een eerder werk van Jef Lambeaux uit 1908, dat vanwege het brons tijdens de Eerste Wereldoorlog door de bezetters werd afgevoerd. In 1974 verhuisde het monument naar het Citadelpark.
- 1949 gedenkplaquette met portret van dr. Jan Oscar De Gruyter, Walpoortstraat, Gent.
- 1954 gedenkplaquette met portret van Jan Palfijn aan weerszijden van de Jan Palfijnbrug, tussen IJezrlaan en Godshuizenlaan, in Gent.[5]
- bronzen reliëfportretten van het echtpaar Steyaert-Heen, voor hun graf op de begraafplaats van Eeklo.
- 1935 Discusdrager voor het paviljoen van de chemie op de wereldtentoonstelling in Brussel.
- 1956 deel van de fries voor het propagandacentrum en administratief complex van de Elektriciteits-, Gas- en Waterdiensten (E.G.W.), Woodrow Wilsonplein, Gent. De voorzijde van het 27 meter lang werk werd ontworpen door Jozef Cantré. Van den Meersche was verantwoordelijk voor het deel linksachter, met een voorstelling van gas, water en elektriciteit. Het deel rechtsachter was van de hand van Geo Verbanck, die de kunsten uitbeeldde. Aan de uitvoering werkte een aantal andere beeldhouwers mee.[3][6]
- 1968 plaquettes met portretten van koning Boudewijn en koningin Juliana, ter gelegenheid van de opening van de Zeesluizen in de Nederlandse stad Terneuzen.

## Fotogalerij

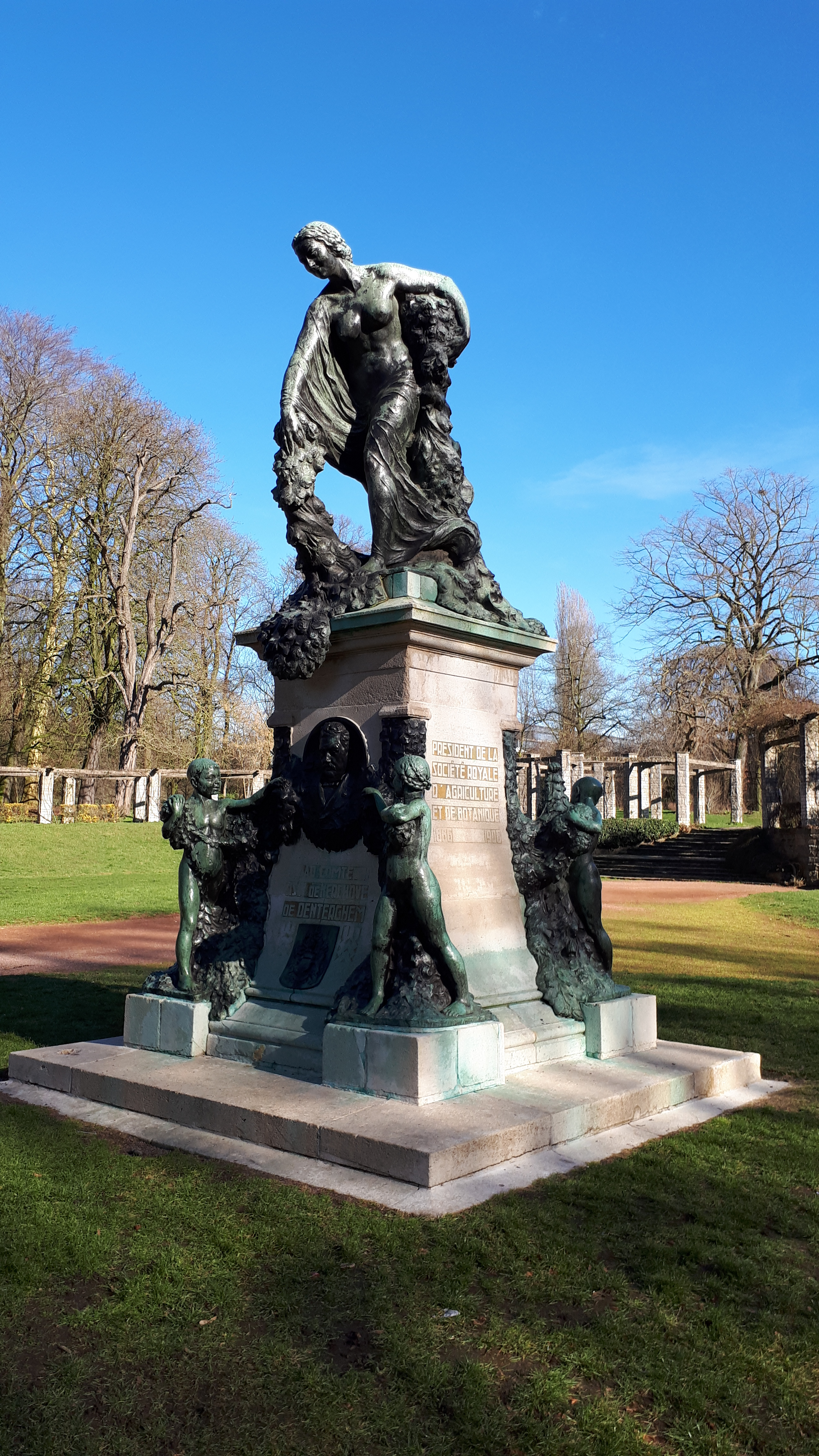
monument voor De Kerchove de Denterghem (1923), Gent
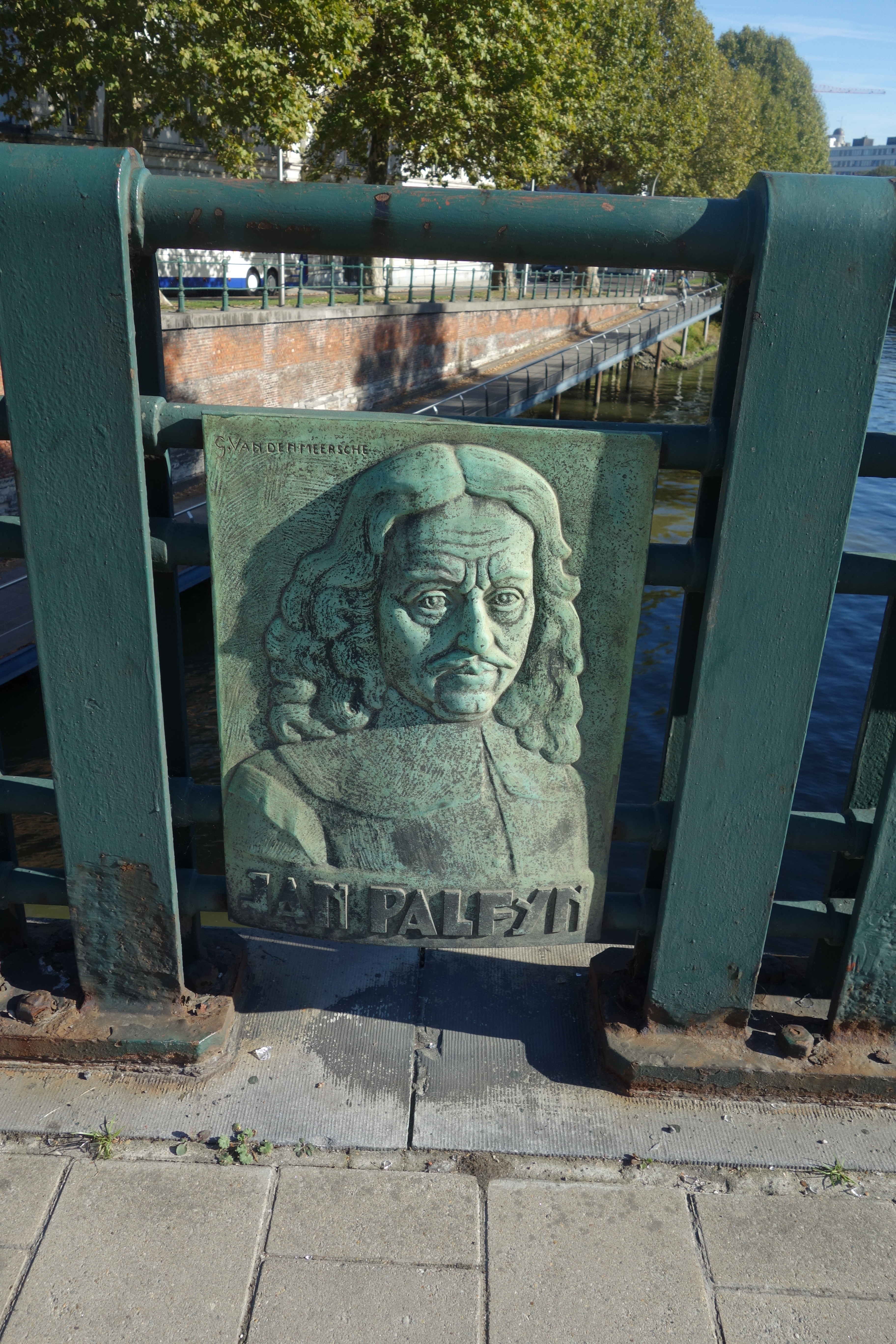
Jan Palfijn (1954), Gent

- RKD-Nederlands Instituut voor Kunstgeschiedenis: 100565